# Sisena Estacílio Tauro
Sisena Estacílio Tauro (em latim: Sisenna Statilius Taurus) foi um senador romano eleito cônsul em 16 com Lúcio Escribônio Libão. Era neto de Tito Estacílio Tauro, um importante general de Otaviano que foi cônsul em 37 e 26 a.C.. Era irmão de Tito Estacílio Tauro, cônsul em 11.

## Carreira
Além de seu consulado, sabe-se que Tauro foi membro do colégio dos pontífices. São conhecidos alguns libertos e escravos de sua família em Roma, onde morava na antiga casa de Cícero no monte Palatino. Tinha relações ainda com a Dalmácia e com o norte da Itália.

## Família
Tauro era casada com Cornélia e teve dois filhos, Sisena Estacílio Tauro e Estacília Cornélia.